# Wallpaper (tạp chí)
Wallpaper, cách điệu là Wallpaper*, là một xuất bản phẩm tập trung vào thiết kế và kiến trúc, thời trang, du lịch, nghệ thuật và lối sống. Tạp chí được ra mắt tại Luân Đôn vào năm 1996 bởi nhà báo người Canada Tyler Brûlé và nhà báo người Áo Alexander Geringer. Tạp chí hiện thuộc sở hữu của Future plc sau khi mua lại TI Media.

## Lịch sử
Brûlé bán tạp chí cho Time Warner vào năm 1997.
Brûlé ở lại làm giám đốc biên tập cho đến năm 2002, khi vị trí của ông được Jeremy Langmead thay thế. Năm 2003, Langmead bổ nhiệm Tony Chambers làm Giám đốc sáng tạo. Chambers, một "nhà báo thị giác" tự phong, trở thành tổng biên tập của tạp chí thay cho Langmead vào tháng 4 năm 2007. Chambers từng đảm nhận vai trò giám đốc nội dung và nhãn hiệu Wallpaper*. Vào tháng 9 năm 2017, chức vụ tổng biên tập được kế nhiệm bởi giám đốc sáng tạo của ấn phẩm, Sarah Douglas. Douglas là nhân viên của tạp chí trong hơn một thập kỷ, được nhận vào tạp chí với vai trò là Biên tập viên Nghệ thuật vào năm 2007 và trở thành Giám đốc Sáng tạo vào năm 2012.
Ngoài việc xuất bản tạp chí và trang web hàng tháng, nhãn hiệu Wallpaper còn tạo nội dung, quản lý triển lãm và thiết kế các sự kiện cho khách hàng sang trọng. nhãn hiệu cung cấp dịch vụ thiết kế nội thất cao cấp, Wallpaper Composed, và đã xuất bản hơn 100 cuốn sách hướng dẫn du lịch thành phố hợp tác với Phaidon Press. Năm 2015 chứng kiến sự ra mắt của Wallpaper Store, một nền tảng thương mại điện tử cung cấp cho độc giả của Wallpaper cơ hội mua các sản phẩm được đưa vào tạp chí được qua lựa chọn kỹ càng. Tờ Telegraph gọi nền tảng này là "Net-a-Porter dành cho nội thất".
Một số nhân viên nổi bật từng làm việc tại Wallpaper bao gồm Marcus Von Ackermann, Suzy Hoodless, and Alasdhair Willis.
Vào tháng 8 năm 2008, Wallpaper ra mắt trang web Wallpaper Selects phối hợp với nhà bán lẻ nghệ thuật trực tuyến đương đại Eyestorm. Wallpaper Selects bán tuyển tập các bức ảnh phiên bản giới hạn từ kho lưu trữ của Wallpaper, có chữ ký của nhiếp ảnh gia.
Vào tháng 10 năm 2015, Wallpaper đã kỷ niệm số thứ 200 kể từ khi bắt đầu ấn bản in vào năm 1996.
Vào tháng 11 năm 2015, Wallpaper bắt đầu xuất bản "US Bespoke Edition". Đây là phiên bản được biên tập từ phiên bản phát hành trên toàn cầu, được xuất bản hàng quý và phân phối cho 250.000 cá nhân có tài trị ròng cao trên khắp Hoa Kỳ.
Giải thưởng Thiết kế Wallpaper có 66 hạng mục tính đến năm 2010.